# Valentin Samungi
Valentin Samungi (n. 27 ianuarie 1942, București, România – d. 15 septembrie 2024) a fost un handbalist român, care a făcut parte din lotul echipei naționale de handbal a României medaliată cu bronz olimpic la München 1972.
A jucat la clubul Dinamo București. După retragere a activat ca antrenor la Dinamo alături de Ghiță Licu. În perioada 1995-1996 a fost președinte al Federației Române de Handbal. De asemenea a fost primul director general de la CSM București.

## Legături externe
Materiale media legate de Valentin Samungi la Wikimedia Commons
- Valentin Samungi la Comitetul Olimpic și Sportiv Român (arhivat)
- en Valentin Samungi la Olympedia.org